# SWK Mobil
Die SWK MOBIL GmbH ist eine Tochtergesellschaft der SWK AG und versorgt als Nahverkehrsunternehmen die Stadt Krefeld und ihre westliche Umgebung (Kreis Viersen). Das Unternehmen ist Mitglied im Verkehrsverbund Rhein-Ruhr (VRR) und war, bis diese am 1. Januar 2012 im VRR aufging, Mitglied der Verkehrsgemeinschaft Niederrhein (VGN).

## Straßenbahn
Die Vorgängergesellschaft KREVAG wurde am 1. Januar 1884 als Crefeld-Uerdinger Localbahn AG durch die Stadt Krefeld als Betreibergesellschaft der vom Berliner Unternehmen Eisenbahnbau- und Betriebs-Gesellschaft Reymer und Masch 1883 im Auftrag der Stadt erbauten, für 40 Jahre konzessionierten Bahn gegründet. Innerhalb eines Jahres bauten sie drei meterspurige Dampfbahnstrecken zu den benachbarten Orten und eine Pferdebahn zur Verbindung dieser beiden Bahnen im Stadtgebiet.
Seit dem 15. Dezember 1898 wird die Stadt durch die von der Rheinischen Bahngesellschaft AG betriebenen und normalspurigen K-Bahn aus Richtung Düsseldorf angefahren. Da diese gut angenommen wurde, die Pferdebahn an ihre Kapazitätsgrenze stieß und die Dampfbahn wegen ihres Lärm und ihrer Abgase nicht sehr beliebt war, schloss die Stadt am 11. September bzw. am 13. September 1899 mit dem Betreiber der Bahn den Konzessionsvertrag, der die Elektrifizierung aller Strecken vorsah. Darüber hinaus sollten bis zum 1. Juli 1902 noch sechs weitere Strecken gebaut werden. Im ursprünglichen Vertrag war festgesetzt, dass die Gesellschaft am 31. Dezember 1942 in den Besitz der Stadt übergehen sollte. Damit wurde die Lokalbahn Eigenbetrieb der Stadt.
Um die Um- und Ausbauarbeiten zu finanzieren, nahm die Gesellschaft, die seit 1900 den Namen Crefelder Straßenbahn AG trug, 3,5 Millionen Mark an zusätzlichem Kapital auf.
Ab 1917 kamen Gütertransporte hinzu. Da dazu auch die Beförderung von Kohle gehörte, stellte man am 8. Februar 1918 eine Verbindung zwischen Traar und Moers her und erhielt direkten Anschluss an die Moers Homberger Straßenbahn GmbH. Im Westen erfolgte in Schiefbahn der Anschluss an die Straßenbahn München-Gladbach (heute der Stadtteil Gladbach von Mönchengladbach). Ab der Fertigstellung verkehrten auf diesen Gleisen zwischen Moers, Krefeld, Willich, München-Gladbach und Rheydt vier dampfbetrieben Züge.
Ab 1931 war die Stadt Krefeld die alleinige Besitzerin der Straßenbahn. Ab dem 1. August firmierte sie unter der Bezeichnung Krefelder Verkehrs AG, kurz KREVAG. Mit der KEG, der Krefelder Eisenbahn-Gesellschaft, begann man am 1. Januar 1933 eine Betriebsgemeinschaft. Nach und nach wurden Strecken eingestellt und verkürzt. Am 8. Oktober 1933 wurde die Linie 5 eingestellt, und am 31. Dezember 1935 stellte die KEG ihren Personenverkehr ein.
Kriegsbedingt kam es zu Einschränkungen. So musste die KEG ihren Personenverkehr wieder aufnehmen, da der Omnibusbetrieb 1939 eingestellt wurde.
Vom 3. Dezember 1949 bis zum 29. Mai 1964 ergänzte der Oberleitungsbus Krefeld die Straßenbahn, er bestand aus einer einzigen Linie mit der Nummer 19 und führte vom Hauptbahnhof nach Benrad.
1978 wurde die 1868 gegründete Crefeld-Kreis Kempener Industrie-Eisenbahn Gesellschaft, zwischenzeitlich KEG, eingegliedert. Zu dieser Zeit kamen auch die Überlegungen für ein weit angelegtes S- und Stadtbahnnetz in Nordrhein-Westfalen auf. So sollte in Krefeld die von Düsseldorf kommende Stadtbahn bis Hüls verlängert werden und in der Innenstadt in einem Tunnel verschwinden. Dieses Vorhaben wurde bis heute nicht umgesetzt.
Ab dem 1. Januar 1980 ist die Stadt Krefeld und somit die KREVAG Mitglied im VRR. Die Linien in diesem Bereich erhielten alle eine führende 0 und aus den Linien 1–4 wurden die Linien 041–044.
1990 wurde die KREVAG mit der Stadtwerke Krefeld GmbH verschmolzen.
Am 6. September 1996 wurde am Weeserweg der modernisierte Betriebshof eröffnet. Die Kosten für den Umbau und die Modernisierung betrugen rund 100 Millionen DM.
1997 wurde ein neues Gutachten für die Straßenbahn in Auftrag gegeben. Dieses regte an, die Straßenbahnlinien von Krefeld nach Willich und nach Moers wieder zu reaktivieren. Auch sollte die Straßenbahn vom Friedrichsplatz über das Eisstadion bis zur Benrader Straße, vom Wilhelmsplatz in St. Tönis bis Vorst und in Hüls vom Betriebshof bis in den Ortskern verlängert werden. Diese Vorschläge sind nie über das Planungsstadium hinaus gekommen.
Der Verkehrsbetrieb wurde im Jahr 2002 wieder als Tochter SWK MOBIL GmbH ausgegliedert. Zu diesem Zeitpunkt bestand das Netz aus vier Linien und umfasst rund 46 Kilometer Linienlänge und 37,7 Kilometer Streckenlänge. Von diesen sind 15,8 Kilometer auf einem eigenen Bahnkörper verlegt und laufen so gut wie unbeeinflusst vom Individualverkehr.

## Aktuell

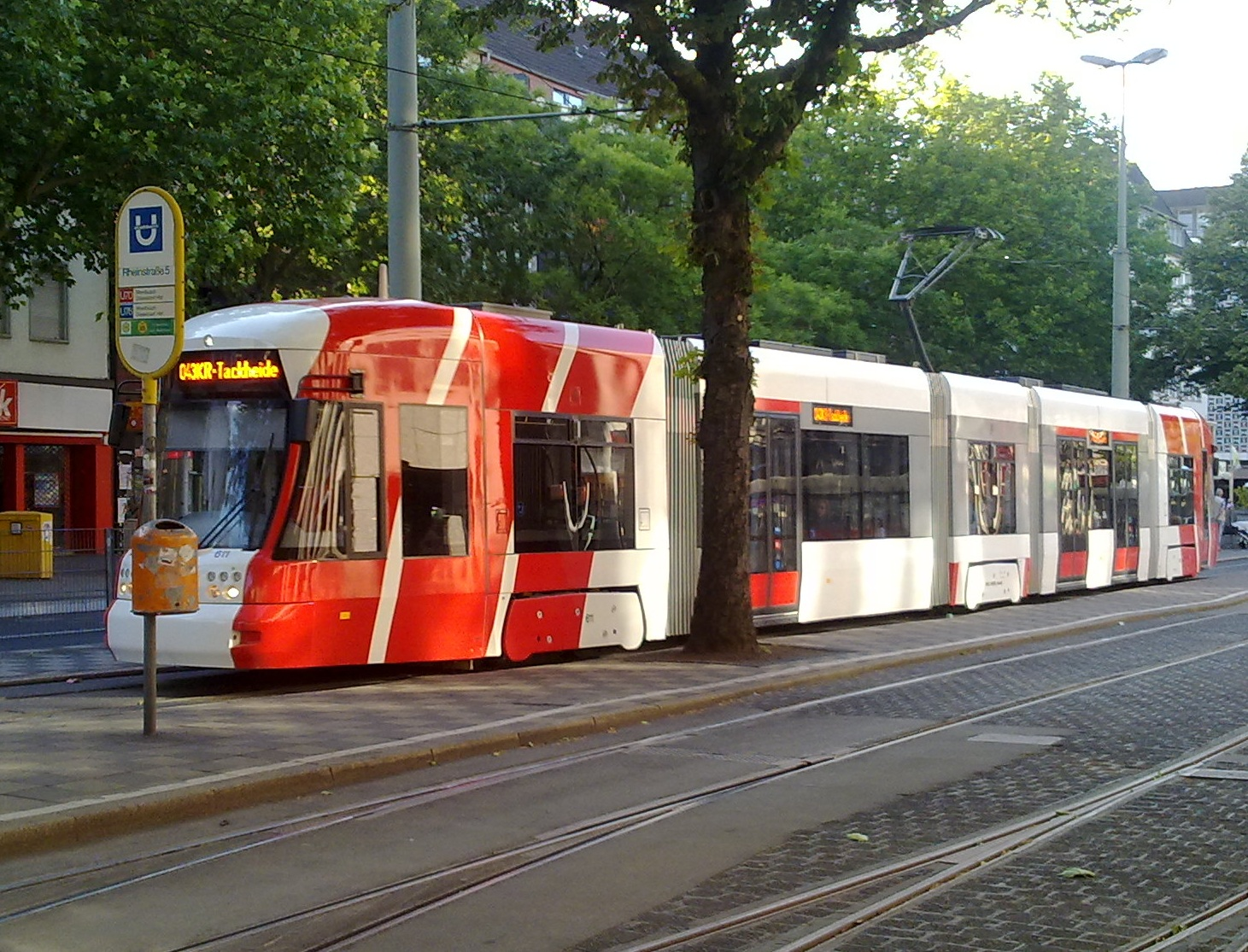
Einer der Straßenbahnwagen des Typs Flexity Outlook (6NGTW) der Firma Bombardier. Wagen 611 ist unterwegs zur Haltestelle Tackheide, welche seit Anfang Juli 2013 aus dem Betrieb genommen wurde.

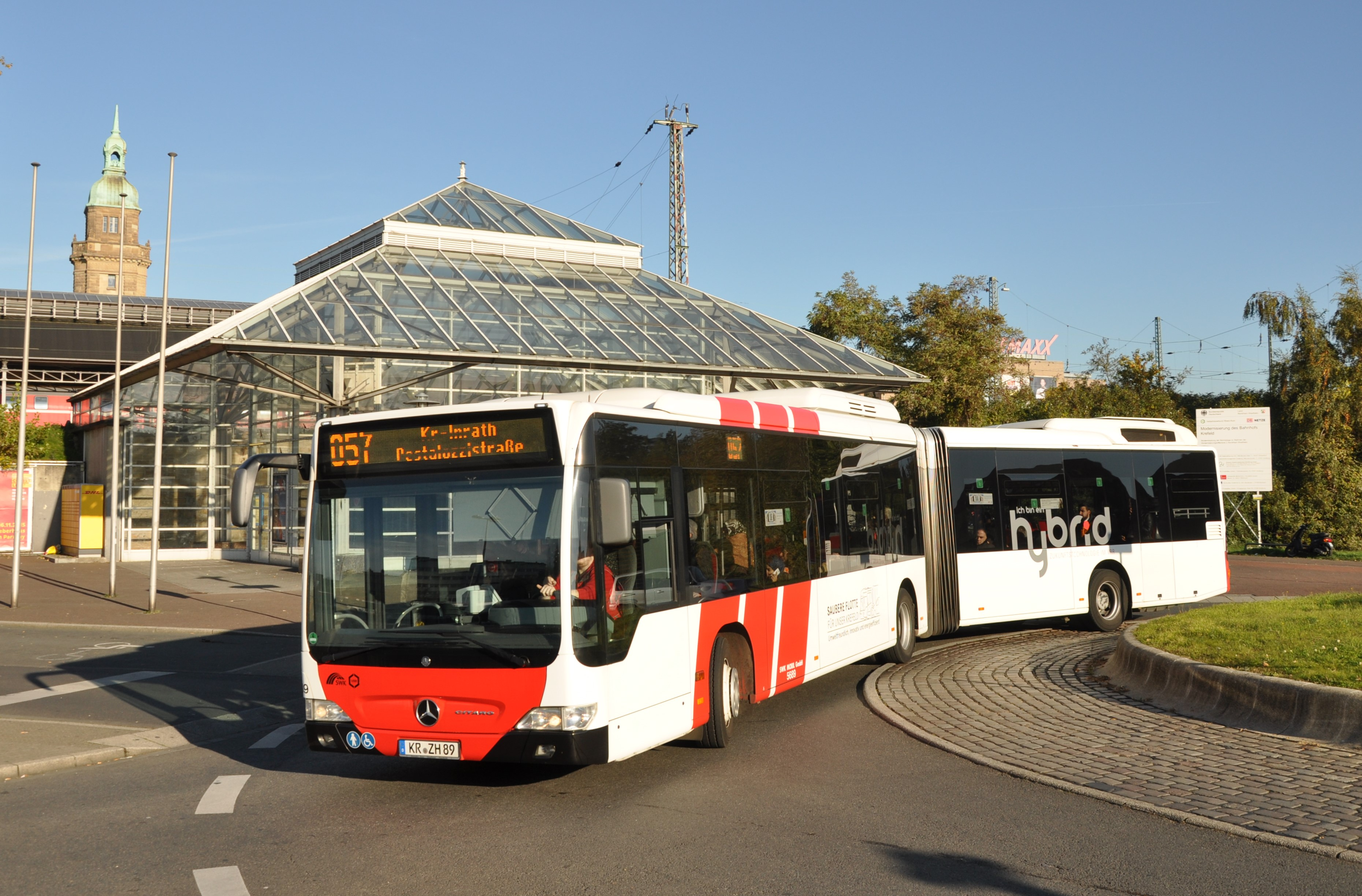
Wagen 5689 Citaro O530 Facelift GDH von Mercedes-Benz. Ein Hybridbus der SWK Mobil (Seit Herbst 2018 nicht mehr im Dienst)

Zu SWK MOBIL gehören 20 Bus- und 4 Straßenbahnlinien.
Alle Straßenbahnen sowie die U76 (Stadtbahnlinie Düsseldorf-Krefeld) verkehren zusammen im Zentrum der Stadt auf dem Ostwall auf meter- und normalspurigen Mehrschienengleisen. Die Stadtwerke betreiben zudem die historische Eisenbahn Schluff, die von St. Tönis zum Hülser Berg fährt. Auf deren Gleisen wird auch Güterverkehr ausgeführt.
Stadtbahnlinien der Rheinbahn (Stand: Februar 2025)
| Linie | Verlauf | Takt                      |
| ----- | --- | ------------------------- |
|       | Krefeld, Rheinstraße – Krefeld Hbf – Dießem – Königshof – KR-Fischeln, Grundend – Meerb.-Osterath, Hoterheide – Bovert – Haus Meer – Büderich, Landsknecht – D-Lörick – Prinzenallee – Belsenplatz – Tonhalle/Ehrenhof – U Heinrich-Heine-Allee – U Steinstraße/Königsallee – U Oststraße – U Düsseldorf Hbf ← U D-Handelszentrum/Moskauer Straße Hochflurbetrieb der Rheinbahn; ehemalige K-Bahn; ergänzender Schnellverkehr zur Linie U 76 während der HVZ; es werden nicht alle Haltestellen der Linie U 76 bedient. | 20 min                    |
|       | Krefeld, Rheinstraße1 – Krefeld Hbf – Dießem – Königshof – Fischeln – KR-Fischeln, Grundend – Osterath, Görgesheide2 – Hoterheide – Kamperweg – Bovert – Haus Meer – Forsthaus – Büderich, Landsknecht – Düsseldorf-Lörick3 – Löricker Straße – Lohweg – Prinzenallee – Heerdter Sandberg – Comenius-Gymnasium – Belsenplatz – Barbarossaplatz – Luegplatz – Tonhalle/Ehrenhof – U Heinrich-Heine-Allee – U Steinstraße/Königsallee – U Oststraße – U Düsseldorf Hbf – U Oberbilker Markt/Warschauer Straße – U Ellerstraße – U D-Oberbilk – Kaiserslautener Straße – Provinzialplatz – Werstener Dorfstraße – Opladener Straße – Ickerswarder Straße – Elbruchstraße – D-Holthausen4 Hochflurbetrieb der Rheinbahn; ehemalige K-Bahn; Abschnitt 3–4 dieser Linie gehört zum Düsseldorfer Nachtnetz; in den Schulferien gilt ein besonderer Fahrplan. Abweichender Takt: Abschnitt 3–4: Mo–Sa 21–0 Uhr und So alle 15 Minuten; Abschnitt 1–3: Mo–Sa 21–0 Uhr und So alle 30 Minuten | 20 min (1-3) 10 min (3-4) |

Straßenbahnlinien (Stand: 1. Februar 2025)
| Linie | Linienweg |
| 041   | Tönisvorst-St. Tönis – KR-Schicksbaum – Krefeld Hbf – Königshof – Fischeln – Grundend                                                                                                 |
| 042   | Elfrather Mühle – Gartenstadt – Bockum – Zoo – Krefeld Hbf – Lehmheide – Stahldorf – Edelstahlwerk Tor 3                                                                              |
| 043   | Uerdingen Bf – Bockum – Zoo – Krefeld Hbf (wegen Bauarbeiten auf der Uerdinger Str. bis Ende 2025 nur Krefeld Hbf - Bockum, der Abschnitt Bockum - Uerdingen wird mit Bussen bedient) |
| 044   | Rheinhafen – Linn – Oppum – Krefeld Hbf – Inrath – Hüls |

Buslinien (Stand: Februar 2025)
| Linie | Linienweg |
| 045   | Steeger Dyk – Hülser Markt – Krankenhaus – Hüls Friedhof |
| 046   | Schulzentrum Reepenweg – Hüls – Inrath – Schulzentrum Horkesgath (nur Schultage)                                                                                   |
| 047   | Gewerbepark Fischeln – Edelstahlwerk Tor 3 – Stahldorf – Fischeln – Oppum – Bockum – Linn – Gellep-Stratum                                                         |
| 049   | KR-Hüls Steeger Dyk – Markt – Reepenweg – Leidener Straße |
| 051   | Krefeld Hbf Süd – Krefeld Hbf – Karlsplatz – Frankenring – Benrad – Forstwald (Elsternweg)                                                                         |
| 052   | Oppum – Dießem – Krefeld Hbf – KR-Traar – Moers-Kapellen – Moers Bf                                                                                                |
| 053   | KR-Edelstahlwerk Tor 3 (042) – Willich St. Töniser Straße – Willich Bonnenring – Willich-Münchheide – Siemensring (nur montags – freitags)                         |
| 054   | Willich Anrath – Lehmheide – Krefeld Hbf – Cracau – Bockum – Uerdingen Bf                                                                                          |
| 055   | KR-Edelstahlwerk Tor 3 (042) – Willich St. Töniser Straße – Willich Bonnenring / Willich Kirche – Willich-Schiefbahn – Willich-Knickelsdorf                        |
| 056   | (KR-Edelstahlwerk Tor 3 > Gewerbegebiet Südpark > ) KR-Edelstahlwerk Tor 3 (042) – Willich St. Töniser Straße – Willich-Münchheide – Siemensring – Willich-Neersen |
| 057   | Meerbusch-Bösinghoven – KR-Oppum – Dießem – Krefeld Hbf – Kempener Feld – Inrath                                                                                   |
| 058   | Königshof – Friedhöfe – Krefeld Hbf – Cracau – Verberg – Gartenstadt – Uerdingen Bf – Elfrath – Traar                                                              |
| 059   | Gartenstadt – Uerdingen – Linn |
| 060   | KR-Grundend (U70/76) – Fischeln – Krefeld Hbf – Kliedbruch – Neukirchen-Vluyn Niep – Hülser Berg                                                                   |
| 061   | KR-Grundend (U70/76) – Fischeln – Krefeld Hbf – Kliedbruch – Girmesgath (- Horkesgath nur an Schultagen / – Kempener Feld nur abends)                              |
| 062   | KR-Forstwald – Tönisvorst-St. Tönis (041) – Vorst – Oedt – Mülhausen – Grefrath – Vinkrath                                                                         |
| 068   | KR-Forstwald – Tönisvorst-St. Tönis (041) – Kempen Bf |
| 069   | KR-Tackheide – Lehmheide – Krefeld Hbf – Inrath – KR-Hüls – St. Hubert – Kempen Bf                                                                                 |
| 839   | Meerbusch-Haus Meer (U70/76) – Bösinghoven – Lank – Nierst – Ilverich – Meerbusch-Haus Meer (U70/76) zusammen mit Rheinbahn                                        |
| 927   | Krefeld Hbf – Cracau – Bockum – Uerdingen Bf – KR-Hohenbudberg – DU-Rheinhausen                                                                                    |

Linien im Nachtverkehr (Stand: 1. Februar 2025)
| Linie | Linienweg                                                                                          |
| 041   | Fischeln ↔ Krefeld Hbf ↔ Rheinstraße ↔ KR-Obergplatz                                               |
| 042   | Stahldorf ↔ Krefeld Hbf ↔ Rheinstraße ↔ Bockum ↔ Gartenstadt ↔ Elfrath                             |
| 043   | Krefeld Hbf ↔ Rheinstraße ↔ Bockum ↔ Uerdingen (nur bis Mitternacht)                               |
| 044   | Linn, Rheinhafen ↔ Krefeld Hbf ↔ Rheinstraße ↔ Hüls                                                |
| NE5   | Krefeld Hbf, Südeingang ↔ Krefeld Hbf ↔ Gatherhof ↔ Forstwald, Frachtpostzentrum ↔ Elsternweg      |
| NE6   | Moers, Bahnhof ↔ Traar ↔ Rheinstraße ↔ Krefeld Hbf ↔ Oppum ↔ Meerbusch, Bösinghoven                |
| NE7   | Kempener Feld ↔ Rheinstrasse ↔ Krefeld Hbf ↔ Krefeld Hbf, Südeingang                               |
| NE8   | Fischeln ↔ Stahldorf ↔ Krefeld Hbf ↔ Rheinstraße ↔ Verberg ↔ Gartenstadt ↔ Uerdingen ↔ Elfrath     |
| NE10  | Stahldorf ↔ Willich ↔ Willich, Neersen                                                             |
| NE27  | Krefeld Hbf ↔ Rheinstraße ↔ Bockum ↔ Uerdingen (↔ Duisburg, Rheinhausen Markt nur bis Mitternacht) |

Buslinien anderer Betriebe (Stand: Februar 2025)
| Linie | Linienweg |
| SB80  | Uerdingen Am Röttgen – DU-Rumeln – Moers Königlicher Hof (NIAG)                                                      |
| 076   | Krefeld Hbf – Rheinstraße – Inrath – Hüls – Kempen-Tönisberg – Neukirchen-Vluyn – Kamp-Lintfort (DB Rheinlandbus)    |
| 077   | Krefeld Hbf – Rheinstraße – Inrath – Hüls – Kempen-Tönisberg – Schaephuysen – Rheurdt Oermterberg (DB Rheinlandbus)  |
| 079   | Krefeld Hbf – Rheinstraße – Inrath – Hüls – Kempen-Tönisberg – Kerken-Stenden – Kerken-Aldekerk Bf (DB Rheinlandbus) |
| 831   | Meerbusch Haus Meer (U70/U76) – KR-Gellep-Stratum – Uerdingen Am Röttgen – Uerdingen HPZ (Rheinbahn)                 |
| 941   | KR-Uerdingen Bf – Am Röttgen – DU-Mündelheim – DU-Hüttenheim – DU-Buchholz – DU-Großenbaum – DU-Wedau Wolfssee (DVG) |

In den Nächten von Sonntag auf Montag bis Donnerstag auf Freitag verkehren die Nachtverkehrslinien von 22:00 Uhr bis ca. 0:00 Uhr. In den Nächten von Freitag auf Samstag und vor Sonn- und Feiertagen gilt dies etwa zwischen 22:00 und 4:00 Uhr.
Auf einigen Linien Fahrzeuge der Firmen Rath Viersen und Gather Krefeld als Subunternehmer. Auf der Linie 927 stellt die Firma KVS aus Schwalmtal das Fahrpersonal. Zum Einsatz kommen allerdings Busse der SWK Mobil.

## Entwicklung
Die SWK MOBIL hat die Ausschreibung des Stadtbusses Bocholt gewonnen und sollte den Betrieb ursprünglich zum 1. Januar 2010 beginnen. Aufgrund vergaberechtlicher Unklarheiten hatte die Vergabekammer Münster Rechtsmittel eingelegt, so dass der Betrieb erst zum 1. Juli 2010 aufgenommen wurde. Zunächst wurde für eine Übergangszeit von einem Monat mit Bussen der SWK MOBIL GmbH gefahren, seit 1. August 2010 mit den neuen Fahrzeugen der eigens für die Durchführung des Verkehrs in Bocholt gegründeten Tochtergesellschaft SWK FAHRSERVICE GmbH. Vom 9. Januar 2014 bis Januar 2024 betrieb die SWK FAHRSERVICE auch die Schnellbuslinie S75 („Sprinterbus“) zwischen Bocholt und Münster mit vier Doppelstockbussen, womit die Betriebsaktivitäten räumlich weiter ausgebaut wurden.
Im August 2019 starteten die Stadtwerke Krefeld und die Firma ioki mit „mein SWCAR“ einen per App buchbaren Nachtverkehr mit fünf elektrifizierten Fahrzeugen des englischen Herstellers LEVC.